# حزب التشغيل والتنمية
حزب التشغيل والتنمية حزب تونسي تأسس بعد ثورة 14 جانفي للنّضال من أجل تكافئ الفرص لجميع أبناء الشّعب التّونسي.

## مؤسّس الحزب
- مراد بن فطيمة (رئيس)
- الهادي العياري (الأمين العام)
- رضا الوسلاتي (أمين المال)

## أهداف «حزب التّشغيل والتّنمية»

### المجال السياسي
- العمل على ترسيخ مبدأ الفصل بين السلطات في نظام جمهوري برلماني لا يكون لرئيس الجمهوريّة فيه إلاّ حقّ حلّ البرلمان والدّعوة إلى انتخابات عامّة يُكلّف على إثرها الحزب الفائز في الانتخابات بتشكيل حكومة يقع الموافقة عليها من طرف البرلمان الذّي له حقّ سحب الثّقة من الحكومة،
- بناء نظام برلماني يقع فيه انتخاب رئيس الجمهوريّة انتخابا مُباشرا من طرف الشّعب ويتكوّن من غرفتين هي «مجلس النّوّاب» على قاعدة عدد سكّان كلّ دائرة انتخابيّة و «مجلس الشّيوخ» على قاعدة نائب عن كلّ معتمديّة،
- انتخاب جميع السّلط المحليّة والجهويّة من مجالس قرويّة وبلدّية إلى جانب العمد والمعتمدين والولاّة،
- إستقلاليّة القضاء بتمكين القضاة من انتخاب جميع هياكلهم،

### المجال الأمني
- المحافظة على استقلال الوطن وهيبته وصيانة وحدة أراضيه وترسيخ قيم المواطنة بالتعاون الوثيق بين جميع مكوناته والدفاع عن المكاسب الوطنية،
- إعادة تشكيل الوحدات الأمنيّة الدّاخلية للتماشي مع عُلويّة القانون وعدم انحيازها لأي جهة سياسيّة مهما كانت،

### السياسة الخارجيّة
- الحفاظ على مبدأ عدم التّدخّل في الشّؤون الدّاخلية لباقي البلدان ما لم يمسّ ذلك من مكاسب بلادنا وعدم السّماح لدول أخرى في التّدخّل في شؤوننا الّداخليّة،
- مساندة كلّ حركات التّحرّر من الاحتلال أو إذلال الشّعوب،
- مناهضة الحركات الاستعماريّة والماسونيّة والصّهيونيّة العالميّة،
- مناهضة التّطبيع مع العدوّ الصّهيوني واعتباره خطاّ أحمر لا يمكن تجاوزه وتجريم فاعليه.

### مجال الحرّيات
- العمل على تحقيق الحريات العامة والفرديّة وتكريس العدالة،
- تكريس مبدأ العدل والمساواة بين كافّة فئات المجتمع،
- إطلاق الحرّيات في مجال الإعلام المكتوب والسّمعي البصري والرّقمي،

### المجال الاقتصادي
- إطلاق المبادرات الخاصة والتضامنية إلى جانب المبادرات العمومية من أجل النهوض بكامل القطاعات الاقتصادية ما من شأنه بعث مواطن رزق للتّقليص من حدّة البطالة لكافّة فئات المجتمع،
- العمل على تحقيق تكامل اقتصادي مغاربي في محاولة لاندماج اقتصادي وترسيخ بناء الاتّحاد المغاربي مع مراعاة خصوصيّات كلّ بلد،

### المجال الاجتماعي
- المحافظة على الهويّة التّاريخية للمجتمع التونسي،
- ردّ الاعتبار للعائلة كحاضن أوّل لأفراد المجتمع،
- تمكين كل مواطن تونسي من حق الانتفاع بالتغطية الاجتماعيّة بتمكين العاطّلين من إمكانيّة الانخراط بالصّندوق الوطني للضمان الاجتماعي على أساس الحدّ الأدنى من المساهمات بمجرّد تقديم بطاقة التّعريف الوطنيّة،
- بعث صندوق للعاطّلين تساهم فيه جميع القوى الوطنيّة من عماّل وموظّفين في القطاعين العامّ والخاص كما تساهم فيه المؤسّسات الخاصّة والعامّة إلى جانب الدّولة حسب حصص يتمّ ضبطها لكلّ على حدة ويقوم هذا الصّندوق بصرف منحة شهريّة لكلّ عاطّل مُسجّل بصفة قانونيّة ولمدّة يقع تحديدها حسب جدول يقع ضبطه من طرف الوزارات الخاصّة بالتشغيل والشّؤون الاجتماعيّة والصّناديق ذات المرجع،

### المجال الصحّي
- تكريس مبدأ مجّانيّة الصّحّة،
- إعداد خارطة صحّيّة تتجاوب ومتطلّبات المواطن التّونسي حيثما كان،
- الاعتناء بالتّثقيف الصّحّي المدرسي والجامعي في جميع المجالات،

### المجال التّعليمي
- العمل على إعادة الاعتبار للتّربية والتعليم،
- تكريس مبدأ مجّانيّة التعليم وتعميمه في جميع ربوع البلاد بخلق تكافؤ بين جميع الجهات،
- إعادة النّظر في مشروع المدرسة الأساسيّة الذّي أثبت فشله الذّريع،
- إعادة الاعتبار للامتحان الوطني للسّنة السادسة من التّعليم الابتدائي ولشهادة البكالوريا ولجميع الشهائد الجامعيّة بإكسابها الجدّيّة التّي فقدتها طيلة العشرين سنة الماضية،
- مراجعة المنظومة التّعليميّة وجعلها متماشية مع متطلّبات الاقتصاد الوطني،
- بعث أقطاب جامعيّة في جميع الجهات ما من شأنه تقليص ظاهرة التّوجيه الجامعي بالشكل الحالي والّذي يُثقل كاهل العائلات،

### المجال الثقافي
- ترسيخ الموروث الثّقافي الوطني،
- عدم منح دعم الدّولة لأيّ عمل ثقافي يمكن أن يمسّ من كرامة المواطن التّونسي أو أن يستخفّ بالموروث الحضاري والمعتقدات الدّينيّة لأي من الشّرائع السّماويّة،
- العناية بثقافة المواطنة والثّقافة الدّيّنيّة لبناء نّاشئة مُتجذّرة في محيطها الإسلامي الحقّ،

### التّنمية المحليّة
- العمل على تحقيق تكامل اقتصادي بين جميع الجهات للحدّ من ظاهرة الهجرة الدّاخليّة والتي تزيد في تعميق الهوّة بين الجهات الدّاخليّة والمناطق السّاحليّة ممّا لا يُشجّع المؤسّسات على الاستثمار في هاته المناطق،
- إحداث مناطق صناعيّة متكاملة داخل البلاد مع تحسين البنية التّحتيّة،

### البيئة
- الحدّ من ظاهرة التّلوّث الّتي تعاني منها بعض المناطق والعمل على عدم تعريضها لمخاطر قد تؤدّي إلى كوارث بيئّة على المدى القصير أو البعيد.